# Comuna Hirske, Mîkolaiiv
Hirske (în ucraineană Гірське) este o comună în raionul Mîkolaiiv, regiunea Liov, Ucraina, formată din satele Hirske (reședința) și Lîpîți.

## Demografie
Componența lingvistică a comunei Hirske
     Ucraineană (99,67%)
     Alte limbi (0,33%)
Conform recensământului din 2001, majoritatea populației comunei Hirske era vorbitoare de ucraineană (99,67%), existând în minoritate și vorbitori de alte limbi.